# Timothy Patrick Murphy
Timothy Patrick Murphy, född 3 november 1959 i Hartford, Connecticut, USA, död 6 december 1988 i Sherman Oaks, Kalifornien, USA, var en amerikansk skådespelare. Han är främst känd för sin roll som Mickey Trotter, kusin till Ray Krebbs (Steve Kanaly), i TV-serien Dallas.

## Filmografi i urval
- 1979-1985 - Kärlek ombord (TV-serie)
- 1982-1983 - Dallas (TV-serie)
- 1984 -	Sam's Son (TV-film)
- 1984 -	Hotellet (TV-serie)
- 1984-1985 - Glitter (TV-serie)
- 1988 - Doin' Time on Planet Earth